# Puertasaurus
Puertasaurus là một chi khủng long, được Novas Salgado Calvo & Agnolín mô tả khoa học năm 2005. Các loài trong chi này đã từng sinh sống ở Nam Mỹ trong thời kỳ cuối kỷ Phấn trắng. Nó được biết đến từ một mẫu vật duy nhất được thu hồi từ các đá trầm tích của hệ tầng Cerro Fortaleza ở phía tây nam Patagonia, Argentina, có lẽ thuộc Tiểu Đức hoặc Maastrichtian. Loài duy nhất là Puertasaurus reuili. Được mô tả bởi nhà cổ sinh vật học Fernando Novas và các đồng nghiệp vào năm 2005, nó được đặt tên để vinh danh Pablo Puerta và Santiago Reuil, người đã phát hiện và chuẩn bị mẫu vật. Nó bao gồm bốn đốt sống được bảo tồn tốt, bao gồm một đốt sống cổ, một đốt sống lưng và hai đốt sống đuôi. Puertasaurus là một thành viên của Titanizardia, nhóm thống trị của loài khủng long trong kỷ Phấn trắng.